# Hindoekoesj
De Hindoekoesj of Hindu Kush (Perzisch: هندوکش, Hindi: हिन्दु कुश) is een gebergte in Centraal-Azië dat zich bevindt in het noordoosten van Afghanistan (provincie Badachsjan) en het noorden van Pakistan. De hoogste top is met 7699 meter de Tirich Mir. In het noorden komen veel gletsjers voor. Het gebergte vormt een grens tussen Centraal-Azië en Zuid-Azië.
In de Griekse tijd sinds Alexander de Grote en het hellenisme werd de Hindoekoesj aangeduid als Caucasus Indicus en Paropamisadae.

## Hoogste toppen
De hoogste toppen zijn de:
- Tirich Mir (7699 m)
- Noshaq (7492 m)
- Istor-o-Nal (7403 m)
- Saraghrar (7338 m)

De Afghaanse Hindoekoesj is vanaf de Afghaanse Oorlog (1979-1989), inclusief de eerder veel beklommen piek Saraghrar, nauwelijks meer door bergbeklimmers bezocht, mede vanwege het regime van de Taliban en de hernieuwde Oorlog in Afghanistan.